# Ramonia vermispora
Ramonia vermispora är en lavart som beskrevs av Lendemer & K. Knudsen. Ramonia vermispora ingår i släktet Ramonia och familjen Gyalectaceae.   Inga underarter finns listade i Catalogue of Life.